# Jeugny
Jeugny är en kommun i departementet Aube i regionen Grand Est (tidigare regionen Champagne-Ardenne) i nordöstra Frankrike. Kommunen ligger  i kantonen Bouilly som ligger i arrondissementet Troyes. År 2022 hade Jeugny 462 invånare.

## Befolkningsutveckling
Antalet invånare i kommunen Jeugny
Referens: INSEE